# Союзники Стародавнього Риму

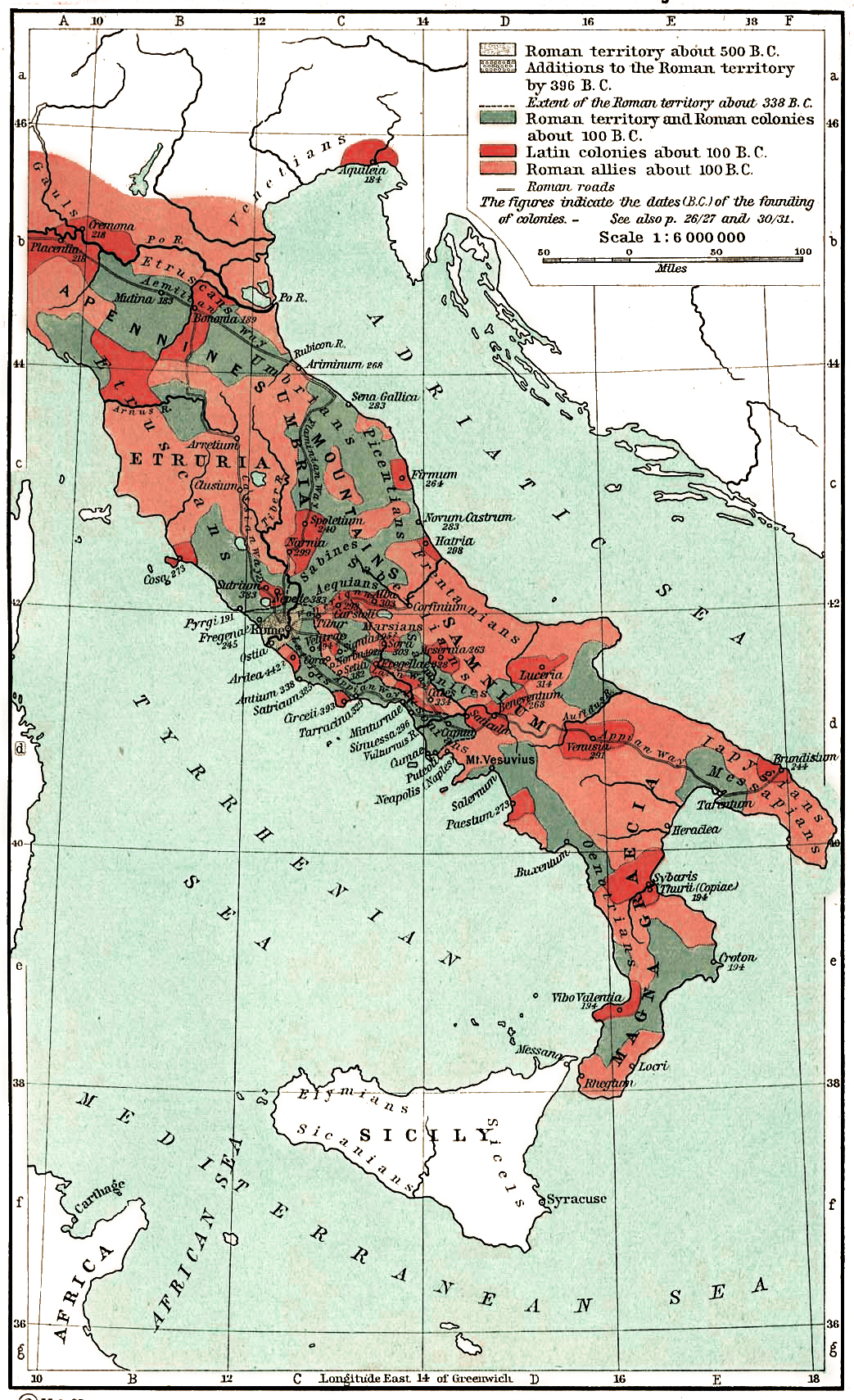

Союзників в римській історії можна поділити на три часових періоди, а саме:
- Латинський союз, до припинення його після латинської війни 340 — 338 до Р. Х. і  наступні роки до Р. Х;
- Італійський союз, до отримання всіма союзниками прав римського громадянства, завдяки lex Julia de civitate sociis donda 90 г.;
- Союзники в останні роки республіки і в часи імперії.

## Латинський союз
У період Латинського союзу увесь Лаціум розпався на ряд общин (populi). Кожна община складалася з кількох родових союзів, а центром була arx, тобто фортеця (грец. άκροπόλις. ). Спершу, головним містом союзу було Альба-Лонга, інші 30 (або 45) общин, за переказом, — його колонії. Члени союзу щороку збиралися на Албанській горі (mons Albanus) щоб відсвяткувати feriae Latinae або Latiar. Мабуть, тоді ж і проходили загальні збори (concilium). Подробиці організації Латинського союзу невідомі, але навряд чи вона припускала жорстку централізацію. Принаймні, ознак спільного суду на війні зафіксовано не було.
Найважливішими ланками, які об'єднували членів союзу, були право володіння і розпорядження власністю (commercium), а також право укладати шлюб (conubium) всередині союзу. Між окремими членами союзу війни дозволялись, за виключенням бойових дій в період святкування feriae Latinae (Macrob. Sat. I, 16, 16).
Доки місто Альба-Лонга існувало, союз управляв його царями. Окрім того, в управлінні союзу брали участь 10 представників Лаціуму (decem principes Latinorum).
Рим — один із членів Латинського союзу. За римськими переказами, в період правління римських царів, починаючи з Тулла Гостілія та Анка Марція, Латинський союз стає доволі таки залежним від Риму і зберігає цю залежність до самого кінця. Після того, як Рим зайняв головне місце у Латинськім союзі, стародавні латинські общини, засновані начебто Альба-Лонгою, отримують назву prisci Latini; засновані ж згодом Римом і Латинським союзом общини називаються coloniae Latinae. Гегемонія Риму прослідковувалась, передусім, у його особливій ролі в общинному та культовому житті союзу. Наприклад, на feriae Latinae шматки м'яса принесених у жертву биків роздавались римським магістратам; у період царювання Сервія Туллія на римському Авентинскому пагорбі за рахунок латинських общин збудований храм Діани, у котрому зберігався текст договору общин Латинського союзу. У воєнній сфері панування Риму проявлялося, наприклад, у визначенні чисельності вояків, яких виставляли общини Лаціуму проти зовнішнього ворога.
Згідно з відомостями грецького історика Діонисія (2-га половина I віку до Р. Х.), після вигнання царів з Риму і переходу до республіканського правління становище общин Латинського союзу стало більш незалежним, і римлянам не вдалося підкорити їх знову . Тому консул Спурій Кассій у 493 г. до Р. Х. уклав із ними договір, записаний на мідній дошці, котра ще у часи Цицерона перебувала на римському форумі (Dion. ant. VI, 94). За цим договором Рим і Лаціум (Дионісій нараховує 30 міст) на віки укладають мир і союз, встановлюється повна торгівля повна рівноправність; у разі оборонної війни вони зобов'язані допомагати один одному. Звичайно, під рівноправністю варто розуміти тільки громадянство без права голосу. У 486 р. до н.е. тим самим консулом Кассіем на тих самих умовах був укладений договір з племенем герніків, які таким чином й увійшли в Латинський союз.
З часом залежність латинських общин від Риму зростала, хоча формально їх зв'язував договір рівності (foedus aequum). Таке становище ставало для латинських общин все більш і більш нестерпним з кожним днем, так як Рим, який вів з їхньою допомогою численні війни, раптово почав підкорення Етрурії та Кампанії. З початком Першої самнітської війни общини Лаціуму стали вимагати повної рівноправності, і коли римський сенат їм відмовив, у 340 році до н.е. була оголошена війна. Але ані латинські колонії, ані герніки, ані кампанці до повстання не приєдналися. Повстанці зазнали повної поразки біля гори Везувій і міста Трифанум. Латинський союз припинив своє снування, Рим перейшов до системи договорів з окремими общинами та містами. Визначення чисельності війська і розміру податків також стало прерогативою Риму.

## Італійський союз
У другому періоді упродовж IV і III ст. до Р. Х. Рим поширює свою владу по всій Італії і вступає у союзи з усіма італійскими народами іноді після їх підкорения, іноді просто базуючись на договорі (foedus), як, наприклад, з герніками, Неаполем, Апулією, марсами, пелігнами, маруцинами, вестинами та іншими. Задля зміцнення своєї влади римляни у захоплені міста та країни виводили колонії, і у 272 р. із закінченням війни з Пірром і захопленням Тарента, об'єднання Італії під римською гегемонією загалом закінчено.
Всі общини розділились тепер на чотири класи: колонії римських громадян, міста, члени федерації і латинські колонії.
- Муніципії мали громадянство без права голосу (civitas sine suffragio), тобто несли всі повинності громадян, не користуючись їхніми правами. Вони політично злилися з Римом, зберігаючи комунальну автономію.  Це право називається також jus Caeritum, так як воно вперше було дане місту Цері.
- Колонії римських громадян, котрі з 338 р. до н.е. виводились тільки як морські, зберігали повне громадянство, обирали своїх магістратів і користувалися різнимми привілеями. Тубільці (indigenae) ставали громадянами без права голосу і керували цими магістратами, але з часом відмінність зникала і тубільцям також почали давати повне громадянство, особливо у 90 р. до н.е. за допомогою закону Юлія. До цієї категорії належать і деякі латинські общини, котрі отримали повне громадянство. Всі ці колонії, як і громадяни, належали до триб, число яких до 244 року зросло до 25.
- Судячи з укладеного з Римом договору, становище членів федерації було найбільш різноманітним. Автономія їх загалом в усіх визнана, вони мали навіть право карбування монети, чого перші 2 категорії не мали;  вони мали свій суд і своє управління, не служили у легіонах, але повинні були посилати допоміжні загони та кораблі.
- Латинські колонії користувалися повною автономією, мали право карбування монети, своїх магістратів, мали з Римом торгівлю, але римського громадянство не мали. З 268 року до н.е. Латинські колонії втрачають право керування монет, право торгівлі, а право отримання громадянства сильно ускладнюється. При кожній нагоді Рим намагався звалити на плечі італійців все більшу і більшу кількість повинностей. Нерівні права, дані окремим громадам, значно сприяли цьому роз'єднанню, з цієї самої причини усюди підтримувалась аристократія.  Але Рим тиранічно до своїх союзників не ставився.

В 2 столітті до Р. Х. становище італійських  друзів змінюється і сильно погіршується: муніципії майже перестають існувати, частково вони отримують громадянство, частково втрачають всі права, як Капуя та інші муніципії в Самніумі, Апулії, Брутії та Калабрії, в покарання за допомогу, надану Ганнібалу. Все це, врешті-решт, призвело до Союзницької війни.  Велика небезпека, яка загрожувала Риму, змусила римлян прийняти закон Юлія в 90 році до н.е., за яким всі латини і всі "друзі", що не відпали від Рима, отримали право громадянства. Нові громадяни були зараховані до останніх восьми триб, де вони рівно ніякого значення не мали. Сулпіцій Руф, і після нього Цинна, запропонували дати їм право голосування у всіх трибах, але повне рівняння всіх італіків було заслугою Сулли.
У 42 році до н.е. Альпи оголошені кордоном Італії і з того часу вся Італія вільна від усіх податків.

## Союзники в останні роки республіки і в часи імперії
Уже протягом II періоду держава стала сильно розростатися: Рим стає великою державою і веде війни з іншими великими державами.
Будучи імперією, Рим притримується стратегії швидкого утворення союзу з перспективною державою на випадок війни. Від пропозицій Риму неможливо було відмовитись; часто союзники з укладання такої угоди отримували великі території та економічні можливості, саме так було із Масиніссою, Атталом, Аріебарзаном, Дейотаром та іншими. Фактично Рим використовував ресурси країн-союзників у війнах чекаючи зручної миті для захоплення їх територій. Подібним чином таке сталося з Єгиптом та Нумідією, вони перетворились із великих країн в провінції Риму. На плечах володарів цих країн лежали важкі обов'язки, вони навіть мали платити данину.
Після підкорення Македонії та Сирії Рим тільки про людське око укладав союзи з державами, майже одразу роблячи з них своїх васалів та провінціалів.